# Högrev

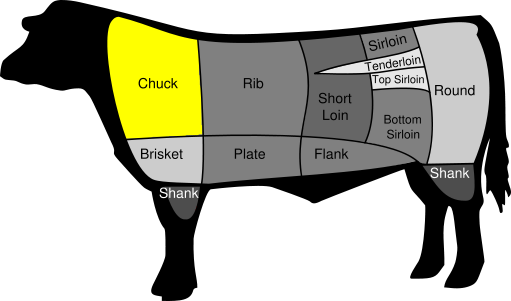
Styckningsdetalj för högrev markerad i gult.

Högrev är en styckningsdetalj av nötkött som kommer från slaktkroppens främre rygg, mellan hals och entrecote. Högrev används framför allt till gryträtter, eftersom högrev i likhet med annat framdelskött kräver lång koktid. Rätt tillagat är det ett mycket smakrikt kött som får bra konsistens. Högrev är också vanlig som köttfärs.
| Rå skuren högrev. |  | Högrev tillagad i gjutjärnsgryta. |
| Rå skuren högrev. |  | Högrev tillagad i gjutjärnsgryta. |